# 长白鱼鳞云杉
长白鱼鳞云杉（学名：Picea jezoensis var. komarovii）是松科云杉属的变种。分布在朝鲜、俄罗斯以及中国大陆的吉林等地，生长于海拔1,000米至1,700米的地区，目前尚未由人工引种栽培。

## 别名
长白鱼鳞松（中国树木学）